# 张海峰
张海峰（1910年10月—1998年），男，河北衡水人，中华人民共和国政治人物、外交官。

## 生平
早年参加抗日战争，后担中共宜昌地委书记兼宜昌市委书记、武汉人民政府秘书长兼中共武汉市委统战部长等职。1954年，担任三门峡工程局局长。
1964年，接替王国权担任中华人民共和国驻德意志民主共和国大使。1969年，由宋之光接任。1969年，担任中华人民共和国驻罗马尼亚大使。1973年，担任中华人民共和国驻塞内维亚大使。